# Tuần lễ Văn hóa Beskidzka

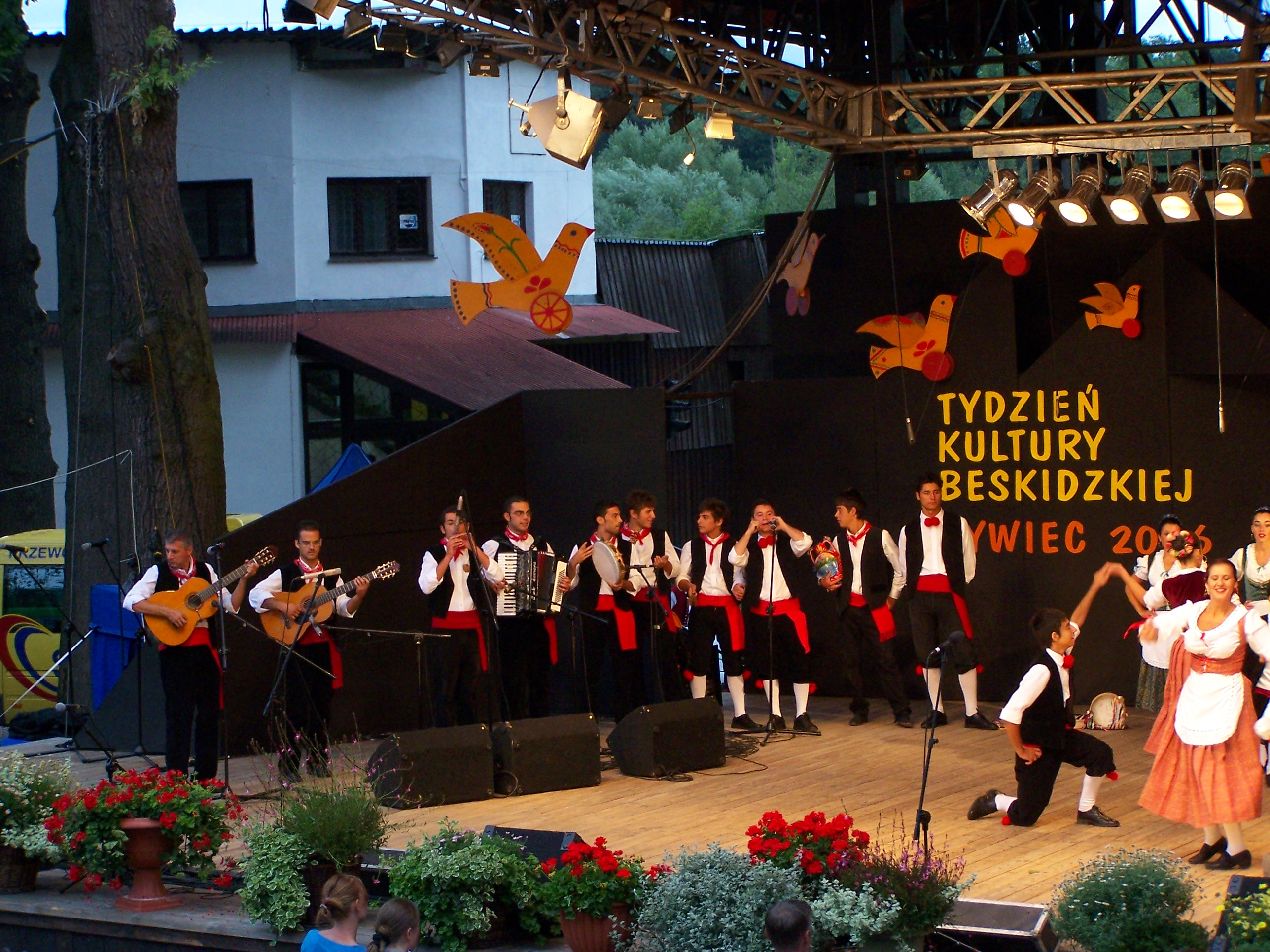
Tuần lễ Văn hóa Beskidzka 2006 (Hòa tấu "Antiche Tradizioni Popolari")

Tuần lễ Văn hóa Beskidzka (tiếng Ba Lan: Tydzień Kultury Beskidzkiej) là lễ hội văn hóa dân gian được tổ chức vào tháng 8 hàng năm, bắt đầu từ năm 1964 tại Wisła, Żywiec, Szczyrk, Oświęcim và Maków Podhalański. Đơn vị tổ chức là Trung tâm Văn hóa Khu vực ở Bielsko-Biała.
Trong Tuần Văn hóa Beskid, sáu thành phố tổ chức các buổi hòa nhạc cho ban nhạc Ba Lan và nước ngoài. Đây là minh chứng cho sự phong phú của âm nhạc dân gian, khiêu vũ, ca hát, nghi lễ và phong tục. Nghệ sĩ dân gian trình diễn tác phẩm của họ. Tổ chức, cơ quan văn hóa bảo vệ tư liệu và phổ biến di sản văn hóa dân gian cho mọi người. Lễ hội cũng bao gồm nhiều sự kiện như: "Lễ hội Văn hóa dân gian Vùng cao" ở Żywiec, "Gặp gỡ văn hóa dân gian quốc tế" ở Żywiec, " Lễ hội Gorolski " ở Jabłonków, "Wawrzyniecowe Hudy" ở Ujsoły và "Festyn Istebniański" ở Istebna. Biểu tượng của Tuần Văn hóa Beskid là một đồ chơi bằng gỗ truyền thống tên là klepok. Nhờ tính quy mô, thời lượng, số lượng buổi hòa nhạc và số người tham dự, đây là một trong những lễ hội dân gian lớn nhất ở Ba Lan.
Tuần lễ Văn hóa Beskidzka lần đầu tổ chức vào năm 1964 tại Wisła, kế thừa từ lễ hội truyền thống có từ trước " Lễ hội cao nguyên "  (Święta Gór).
Năm 2009, 83 nhóm người Ba Lan và 23 nhóm nước ngoài biểu diễn tại lễ hội (từ Brazil, Thổ Nhĩ Kỳ, Ecuador, Croatia, Ấn Độ, Slovakia và Hy Lạp).